# 빈집 조례
빈집 조례(일본어: 空き家条例 아키야죠레이[*])는 일본의 지방자치체들에 존재하는 조례다. 빈집 소유자에게 적정한 유지관리를 의무화하는 동시에, 지자체가 빈집의 소유자에게 필요한 조치를 궈고할 수 있는 것 등을 규정하고 있다.
사이타마현 도코로자와시가 2010년 7월 전국 최초로 빈집 조례를 제정하여 2010년 10월 1일부로 시행했다. 도도부현으로서는 와카야마현이 2011년 7월 처음 제정하여 2012년 1월 1일부로 시행했다.
2012년 시점에서 전국 16개 도도부현 31개 시정촌에서, 2014년 4월 1일 시점에서는 야마나시현을 제외한 46개 도도부현의 355개 시정촌으로 확대되었다.